# 톨킨 자비로바
톨킨 칼리키지 자비로바(카자흐어: Толқын Қалиқызы Забирова, 1970년 10월 17일 ~ )는 카자흐스탄의 가수이다.
1988년 알마티 쿠르망가지 국립 음악원에 입학했으며 1993년부터 1995년까지 카자흐스탄 국립 합창단에서 활동했다. 1995년에는 알마티 쿠르망가지 국립 음악원에서 합창 전문 교수로 근무했고 1997년부터 2000년까지 알마티 쿠르망가지 국립음악원에 재학했다. 2009년에는 문화 예술 발전에 관한 카자흐스탄 대통령상을 수상했다.